# New Home
New Home é uma cidade localizada no estado norte-americano do Texas, no Condado de Lynn.

## Demografia
Segundo o censo norte-americano de 2000, a sua população era de 320 habitantes.
Em 2006, foi estimada uma população de 316, um decréscimo de 4 (-1.3%).

## Geografia
De acordo com o United States Census Bureau tem uma área de
2,6 km², dos quais 2,6 km² cobertos por terra e 0,0 km² cobertos por água. New Home localiza-se a aproximadamente 985 m acima do nível do mar.

## Localidades na vizinhança
O diagrama seguinte representa as localidades num raio de 28 km ao redor de New Home.